# هفت‌تیرکش‌ها (فیلم ۱۹۴۷)
هفت‌تیرکش‌ها (انگلیسی: Gunfighters) فیلمی در ژانر اکشن و وسترن به کارگردانی جرج واگنر است که در سال ۱۹۴۷ منتشر شد. از بازیگران آن می‌توان به راندولف اسکات، باربارا بریتن و بروس کابوت اشاره کرد.